# Eleccions federals de Mèxic de 2024
Les eleccions federals de Mèxic de 2024, denominades oficialment com Procés Electoral Federal 2023-2024 (en espanyol de Mèxic: Proceso Electoral Federal 2023-2024), van ser unes eleccions que es van celebrar a Mèxic el diumenge 2 de juny de 2024. S'hi van renovar els següents càrrecs d'elecció popular de nivell federal:
- President de la República. Cap d'estat i del Govern de Mèxic, electe per un període de sis anys sense possibilitat de reelecció.
- 128 senadors. Membres de la cambra alta del Congrés de la Unió, tres per cada estat federat mexicà, electes de manera directa, i 32 per una llista nacional, tots 128 per un període de sis anys.
- 500 diputats federals. Membres de la cambra baixa del Congrés de la Unió. 300 escollits per majoria simple i 200 per representació proporcional, tots 500 electes per un període de tres anys amb possibilitat de reelecció per fins a tres períodes consecutius addicionals. Cap partit podrà tenir més de 300 diputats a la cambra baixa.[1]

## Antecedents
En les eleccions federals de Mèxic de 2018, el Movimiento Regeneración Nacional (Morena), encapçalant la coalició Juntos Haremos Historia, al costat del Partit del Treball (PT) i el Partido Encuentro Social (PES) i postulant a Andrés Manuel López Obrador com a candidat presidencial va guanyar obtenint el 53% dels vots, amb un programa més pragmàtic i conciliador, fent un vot de càstig per la inseguretat i corrupció, i beneficiant-se de la pugna entre Partit Revolucionari Institucional i PAN.

## Candidatures a la Presidència
La coalició d'esquerres Sigamos Haciendo Historia, hereva de la coalició Juntos Haremos Historia i formada per Movimiento Regeneración Nacional (Morena), el Partit del Treball i el Partit Verd Ecologista de Mèxic el 6 de setembre de 2023 va designar a Claudia Sheinbaum com a candidata a la presidència.
El Front Ampli format pel Partit Acció Nacional (PAN), el Partit Revolucionari Institucional (PRI) i el Partit de la Revolució Democràtica (PRD) i que posteriorment canviaria el seu nom per Fuerza y Corazón por México, el 31 d'agost de 2023 va designar Xóchitl Gálvez com la seva candidata a Presidenta a les eleccions federals després de la renúncia de Beatriz Paredes, l'aspirant del PRI.
Moviment Ciutadà va nomenar el 17 de novembre Samuel García Sepúlveda, governador de Nuevo León com al seu candidat, però va renunciar el 2 de desembre enmig d'una crisi política i el partit va designar en el seu lloc a Jorge Álvarez Máynez.
27 persones es van postular com a candidats independents i només nou van ser aprovats per l'Institut Nacional Electoral, entre ells l'actor Eduardo Verástegui, l'exgovernador d'Oaxaca Ulises Ruiz Ortiz i el fundador de l'extint Partido Encuentro Social, Hugo Eric Flores Cervantes. Per validar la seva candidatura cada aspirant va haver de recaptar en 120 dies el suport d'almenys l'1% del cens electoral general, que a més havia de ser l'1% del padró d'almenys 17 de les 32 entitats federatives del país, però cap d'ells va aconseguir els suports necessaris.

## Enquestes d'opinió

Regressió local de les enquestes dutes a terme fins a les eleccions presidencials mexicanes de 2024 (exclou les altres i no es decideix)

## Campanya
Durant la campanya electoral es van registrar 93 assassinats, dels quals 32 eren candidats o precandidats a algun càrrec d'elecció popular, sent la campanya més violenta de la història del país. A més dels assassinats, es van registrar 131 amenaces, 77 atemptats i 17 segrestos.
Nou persones moriren el 22 de maig després de l'ensorrament de part de l'escenari en un míting electoral de Jorge Álvarez Máynez a San Pedro Garza García, prop de Monterrey.

## Resultats
Claudia Sheinbaum va guanyar les eleccions presidencials de 2024 amb el 57,9% dels vots, convertint-se en la primera dona en ocupar el càrrec a Mèxic, imposant-se a Xóchitl Gálvez, de l'aliança opositora Fuerza y Corazón por México, que ha obtingut un 29% dels sufragis, i de Jorge Álvarez Máynez, el candidat de Moviment Ciutadà, que ha rebut un 10,5% dels vots.

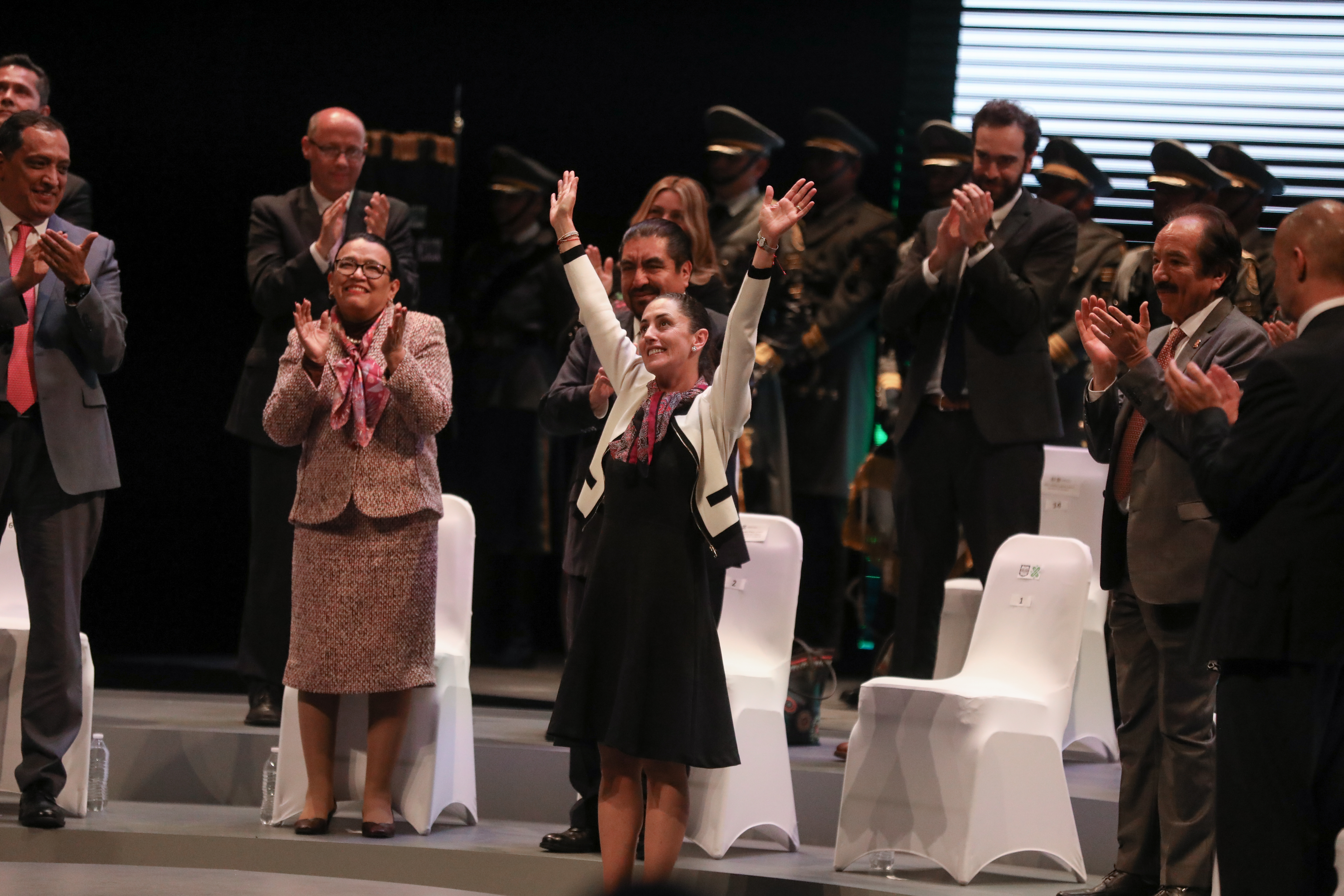
Després de prendre possessió com a cap de govern, Claudia Sheinbaum va anar al Teatre de la Ciutat de Mèxic per presentar el seu gabinet i programa de govern.

| Sigamos Haciendo Historia          |                                    |            |         |       |            |        |       |        |    |
| Morena                             | Morena                             | 7.526.453  | 13,19   | 21    | 24.484.943 | 42,48  | 14    | 60     | 5  |
| Partit Verd Ecologista de Mèxic    | Partit Verd Ecologista de Mèxic    | 2.298.726  | 4,03    | 4     | 5.357.959  | 9,30   | 3     | 14     | 8  |
| Partit del Treball                 | Partit del Treball                 | 1.215.172  | 2,13    | 0     | 3.214.708  | 5,58   | 2     | 9      | 3  |
| Candidats comuns                   | Candidats comuns                   | 21,731,737 | 38.08   | 39    |            |        |       | -      | -  |
| Total                              | Total                              | 32.772.088 | 57,43   | 64    | 33.057.610 | 57,36  | 19    | 83     | 14 |
| Fuerza y Corazón por México        |                                    |            |         |       |            |        |       |        |    |
| Partit Acció Nacional              | Partit Acció Nacional              | 1.148.920  | 2,01    | 1     | 10.107.537 | 17,54  | 6     | 22     | 1  |
| Partit Revolucionari Institucional | Partit Revolucionari Institucional | 316,636    | 0,55    | 0     | 6.530.305  | 11,33  | 4     | 16     | ▲2 |
| Partit de la Revolució Democràtica | Partit de la Revolució Democràtica | 1.363.012  | 2,27    | 0     | 76.082     | 0.13 % | 0     | 0      | 6  |
| Candidats comuns                   |                                    |            |         |       |            |        |       |        |    |
| Total                              | Total                              | 17.786.011 | 29,95 % | 30/96 | 18.000.854 | 30 %   | 10/32 | 40/128 | 4  |

## Conseqüències
Morena i els seus aliats el Partit del Treball (PT) i el Partit Verd Ecologista de Mèxic (PVEM) va passar de governar 5 estats el 2018 a fer-ho en 23 després de les eleccions de 2024, i van aconseguir 364 escons a la cambra baixa, per sobre dels 334 necessaris que suposen una majoria de dos terços necessaris per esmenar la constitució mexicana sense consens amb l'oposició, però no va aconseguir-ho al Senat, obtenint 83 dels 128 escons, poc menys de la majoria de dos terços de 85 escons.
El Partit de la Revolució Democràtica, en no aconseguir escons va perdre el registre com a partit polític.